# مسترپیس
مَـسترپیس (انگلیسی: Masterpiece) یک مجموعه آنتولوژی درام آمریکایی است که پخش آن از ۱۰ ژانویهٔ ۱۹۷۱ آغاز شده و تا کنون ادامه دارد. این مجموعه، طولانی‌ترین مجموعهٔ درام هفتگی در ساعات پربیننده در ایالات متحده آمریکا محسوب می‌شود. در این مجموعه، بسیاری از آثار تحسین‌شدهٔ بریتانیایی که برخی از آنان توسط شبکهٔ مهمی چون بی‌بی‌سی، آی‌تی‌وی و کانال ۴ تهیه شده است، پخش شده است. این مجموعه برنده چندین جایزه پیبادی و جوایز امی شده است. در سال ۲۰۱۳، مجله تی‌وی گاید این مجموعه آنتولوژی را در رتبه سوم فهرست ۶۰ درام برتر تمام دوران و رتبه شانزدهم فهرست ۶۰ سریال برتر تمام دوران قرار داد.
مسترپیس برای ارائهٔ اقتباس‌های تلویزیونی از رمان‌ها و زندگی‌نامه‌های مهم شهرت دارد، اما درام‌های غیراقتباسی را نیز شامل می‌شود. برخی از مهم‌ترین سریال‌های تلویریونی که در مسترپیس پخش شده است، دانتون ابی، خانه پوشالی و شرلوک هستند.